# 獨角貓
《獨角貓》（英語：Unikitty!）是一部2017年喜劇動畫片，由美國华纳兄弟动画公司與丹麥樂高集團共同製作，是以電影《樂高玩電影》中角色『獨角貓』作為主角的衍生外傳作品。节目于2018年8月1日起在中国优酷独家播出。

## 簡介
故事設定在一個名為『獨角王國』（Unikingdom）的繽紛世界，鎮上生活著許多形形色色的樂高積木小動物，在王國的正中央，有一座獨角貓造型的城堡，裡面居住著這個王國的統治者：獨角貓公主與她的好朋友們，整個卡通的故事，就是圍繞在獨角貓與她的好朋友們在生活上發生的趣事。每一個單篇都約11分鐘長度。

## 主要角色
- 獨角貓 （Princess Unikitty）（配音／英：Tara Strong　台：丘梅君）

獨角王國的公主，是一隻貓/獨角獸混血兒。她充滿活力、貪玩、可愛、樂觀，但她有時候很難控制自己的脾氣，當生氣時外觀和顏色都會產生變化。
- 呆萌狗 （Prince Puppycorn）（配音／英：Grey Griffin　台：雷碧文）

獨角貓的弟弟，是一隻犬/獨角獸混血兒。行為笨拙但忠誠和善良，非常受姊姊獨角貓疼愛。
- 狐狸博士 （Dr. Fox）（配音／英：凱特·米庫奇（英语：Kate Micucci）　台：龍顯蕙）

王國內的皇家科學家，喜歡用「科學方法」解決問題，她是獨角貓最好的朋友。
- 迅猛鷹 （Hawkodile）（配音／英：羅傑·克雷格·史密斯　台：孟慶府）

獨角貓的保鑣，造型為鷹/鱷魚混合。喜歡健身與訓練和狐狸博士，具有男子氣概。
- 老瑞 （Richard）（配音／英：羅傑·克雷格·史密斯　台：陳彥鈞）

一個灰色的1x3樂高積木，沒有四肢。是獨角貓的皇家顧問和城堡管家，個性相當沉悶。
- 臭臉大師 （Master Frown）（配音／英：艾瑞克·鮑扎（英语：Eric Bauza）　台：陳彥鈞）

獨角貓的死對頭，來自獨角王國另一邊的Frown Town。他是世界各地傳播痛苦和的末日領主之一，這經常使他遭受獨角貓的憤怒。
- 不樂 （Brock）（配音／英：H. Michael Croner　台：林昱丞）

一個擬人化的積木墓碑，是臭臉大師的室友，性格悠閒懶散，最大興趣是在他的公寓裡玩電子遊戲，而不是協助臭臉大師打擾獨角貓。

## 各集列表
[第1季]
- 01.Spoooooky Game

- 02.Sparkle Matter Matters

- 03.No Day Like Snow Day

- 04.Action Forest

- 05.Kaiju Kitty

- 06.Fire & Nice

- 07.Rock Friend

- 08.Kitchen Chaos

- 09.Crushing Defeat

- 10.Wishing Well

- 11.Hide N' Seek

- 12.Stuck Together

- 13.Little Prince Puppycorn

- 14.Pet Pet

- 15.Kitty Court

- 16.Birthday Blowout

- 17.Lab Cat

- 18.The Zone

- 19.Too Many Unikitties

- 20.Film Fest

- 21.Unikitty News

- 22.Dinner Apart-y

- 23.R & Arr

- 24.License to Punch

- 25.Buggin' Out

- 26.Chair

- 27.Kickflip McPuppycorn

- 28.Super Amazing Raft Adventure

- 29.Tasty Heist

- 30.Brawl Bot

- 31.Beach Daze(超完美海灘)

- 32.Big Pup, Little Problem

- 33.Tragic Magic

- 34.Dancer Danger

- 35.Landlord Lord

- 36.Scary Tales

- 37.Float On

- 38.Space Mission: Danger

- 39.Top of the Naughty List

[第2季]
- 01.

- 02.

- 03.

- 04.

- 05.

- 06.

- 07.

- 08.

- 09.

- 10.

- 11.

- 12.

- 13.

- 14.

- 15.

- 16.

- 17.

- 18.

- 19.

- 20.

- 21.

- 22.

- 23.

- 24.

- 25.

- 26.

- 27.

- 28.

- 29.

- 30.

- 31.

- 32.

## 外部連結
- 互联网电影数据库（IMDb）上《獨角貓》的资料（英文）
- Unikitty! 於卡通頻道官網中的簡介 （页面存档备份，存于） （英文）
- Unikitty! 於樂高公司中的簡介 （页面存档备份，存于） （英文）